# Station Wiltz
Station Wiltz (Luxemburgs: Gare Wolz, Frans: Gare de Wiltz, Duits: Bahnhof Wiltz) is het spoorwegstation van Wiltz in het noordwesten van Groothertogdom Luxemburg. Het kopstation wordt beheerd door de Luxemburgse vervoerder CFL en ligt aan lijn 1b, een zijtak van lijn 1.
Wiltz is het eindpunt van de 9,4 km lange  enkelsporige zijtak die bij station Kautenbach van de hoofdlijn afsplitst. Tot 24 september 1967 was er een verbinding tussen Wiltz en het Belgische Bastenaken (de Belgische spoorlijn 164).
Station Wiltz heeft een P&R voorziening met 44 parkeerplaatsen.

## Treindienst
| Serie   | Treinsoort             | Route              | Bijzonderheden                            |
| ------- | ---------------------- | ------------------ | ----------------------------------------- |
| RE 1700 | Regional-Express (CFL) | Kautenbach – Wiltz | Op werkdagen, halfuursdienst met RE 1800. |
| RE 1800 | Regional-Express (CFL) | Kautenbach – Wiltz | Op werkdagen, halfuursdienst met RE 1700. |
| RB 1750 | Regionalbahn (CFL)     | Kautenbach – Wiltz | Rijdt alleen in het weekend.              |

CFL Lijn 1:
Luxemburg · Pfaffenthal-Kirchberg · Dommeldange · Walferdange · Heisdorf · Lorentzweiler · Lintgen · Mersch · Cruchten · Colmar-Berg · Schieren · Ettelbruck · Michelau · Goebelsmühle · Kautenbach · Wilwerwiltz · Drauffelt · Clervaux · Maulusmühle · Troisvierges · Bellain

CFL Lijn 1a: Ettelbruck · Diekirch

CFL Lijn 1b: Kautenbach · Merkholtz · Paradiso · Wiltz · Winseler · Schleif · Schimpach-Wampach
Zie ook: CFL Lijn 2 · CFL Lijn 3 · CFL Lijn 4 · CFL Lijn 5 · CFL Lijn 6 · CFL Lijn 6a · CFL Lijn 6b · CFL Lijn 6c · CFL Lijn 7